# 도구라정
도구라정(일본어: 戸倉町)은 일본 나가노현 하니시나군에 있던 정이다. 
2003년 9월 1일에 고쇼쿠시, 사라시나군 가미야마다정과 합병해 지쿠마시가 되었기 때문에 폐지되었다.
에도 시대는 호쿠니 가도의 슈쿠바 정, 다이쇼 시대부터 도쿠라 가미야마다 온천 등으로 온천 마을로서 발달해 최근에는 구 사라니 시나 나가노 시·우에다 시로의 통근의 편리성으로 인구가 증가 경향에 있었다.

## 지리
호쿠신 지방의 나가노 지역에 위치하며 마을 중심을 지쿠마강이 흐르고 있다.

## 역사
- 1881년 1월 28일 - 근세 이래의 시모도쿠라촌이 개칭해 도구라촌이 되었다.
- 1889년 4월 1일 - 정촌제 시행과 함께 도쿠라촌 단독으로 자치체를 형성하였다.
- 1940년 4월 17일 - 도쿠라촌이 정으로 승격해 도쿠라정이 되었다.
- 1955년 7월 1일 - 고카촌의 일부와 합병해 새로운 도구라정이 성립하였다.
- 2003년 9월 1일 - 고쇼쿠시, 사라시나군 가미야마다정과 합병해 지쿠마시가 성립하였다. 동일 도구라정은 폐지되었다.

## 교통

### 철도
- 시나노 철도 시나노 철도선

### 도로
- 국도 18호선